# Nikolai Fjodorowitsch Arendt

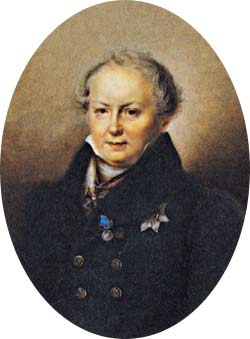
Nikolai Fjodorowitsch Arendt

Nikolai Fjodorowitsch Arendt (russisch Николай Фёдорович Арендт, deutsch auch Nikolaus Martin von Arendt; * 23. April 1786 in Kasan; † 14. Oktober 1859 in Sankt Petersburg) war ein russischer praktischer Arzt, Militärchirurg und Leibarzt der Zaren Nikolaus I. (1796–1855) und Alexander II. (1818–1881). Arendts Operationsbeschreibungen leisteten einen wichtigen Beitrag zur Entwicklung der medizinischen Wissenschaft und wurden in Fachbücher für Chirurgie aufgenommen. Arendt gilt als Begründer der „wahren“ Chirurgie in Russland. Der von ihm durchgesetzte grundsätzliche Kontrollbesuch der Kranken nach einer Operation verringerte die Zahl postoperativer Todesfälle signifikant.

## Leben und Werk
Nikolai Arendt wurde am 23. April 1786 in Kasan geboren, wo sein Vater zu dieser Zeit als Krankenhausarzt tätig war. Sein Großvater Johann war ein in der ersten Hälfte des 18. Jahrhunderts aus Preußen nach Russland eingewanderter Kupferschmied. Nikolai Arendt studierte von 1801 bis 1804 an der Mediko-chirurgischen Akademie in Moskau und von 1805 bis 1806 an der Mediko-chirurgischen Akademie in Sankt Petersburg. 1821 wurde er auf einen Ministerialbeschluss hin zum Doktor der Medizin und Chirurgie ernannt, ohne dass er ein Examen ablegen musste. Man verzichtete angesichts seiner herausragender Verdienste erstmals in der Geschichte der russischen Medizin von höchster Stelle auf die üblichen Prüfungen.
Von 1805 bis 1806 wirkte er als Arzt im Militärhauptkrankenhaus in St. Petersburg, ab 1806 als Militärarzt im Navaginskij-Musketierregiment. Als Militärarzt nahm er an allen Feldzügen gegen Napoleon teil. Von 1814 bis 1815 fungierte er als Chefarzt aller russischen Lazarette in Frankreich. Bei Friedensschluss wurde er zum Chefarzt des russischen Besatzungskorps ernannt und verblieb bis zum März 1815 in Frankreich. Von 1820 bis 1826 wirkte er Chefarzt des St. Petersburger Artillerielazarettes. Er nahm viele weitere Funktionen und Aufgaben als Militärarzt war, bis er 1827 vom Militärdienst pensioniert wurde. Von 1827 bis 1845 wirkte er als leitender Arzt der Einrichtungen des St. Petersburger Collegiums für allgemeine Fürsorge und zugleich als praktischer Arzt in eigener Praxis und Konsultant in staatlichen Zivilhospitälern und Armenhäusern. Von 1829 bis 1839 war er Leibarzt des Zaren Nikolaus I. Nikolai Arendt behandelte den 1837 im Duell mit Georges-Charles de Heeckeren d’Anthès tödlich verwundeten russischen Dichter Alexander Puschkin.
Nikolai Arendt galt als geschickter und mutiger Chirurg. Das Geheimnis seiner Operationserfolge wird einerseits in seinen herausragenden diagnostischen Fähigkeiten und andererseits in der Fürsorge gesehen, die er seinen Patienten postoperativ zukommen ließ. Zudem war er einer der ersten, der antiseptischen Behandlungen große Bedeutung zumaß. Nikolai Arendt erhielt zahlreiche Auszeichnungen und hohe russische Ehrentitel wie „Staatsrat“ und „Geheimrat.“ 1815 wurde er mit dem Offizierskreuz der Ehrenlegion Frankreichs ausgezeichnet. Am 10. September 1855 wurde Nikolaus Martin von Arendt unter der Präsidentschaft von Christian Gottfried Daniel Nees von Esenbeck  mit dem akademischen Beinamen Astley Cooper unter der Matrikel-Nr. 1739 als Mitglied in die Kaiserliche Leopoldino-Carolinische Akademie der Naturforscher aufgenommen. Nikolai Arendt starb am 14. Oktober 1859 in Sankt Petersburg.